# Zalesie (Ropa)
Zalesie – przysiółek wsi Ropa w Polsce położony w województwie małopolskim, w powiecie gorlickim, w gminie Ropa.
W latach 1975–1998 przysiółek administracyjnie należał do województwa nowosądeckiego.
Do końca 1996 roku była to część wsi Brunary, 1973-1976 w gminie Ropa i 1991-96 w gminie Uście Gorlickie.